# Charles-Thomas Maillard De Tournon
Charles-Thomas Maillard De Tournon (Turim, 21 de dezembro de 1668 – ilha de Macau 8 de Junho de 1710) foi um cardeal católico romano.

## Biografia
Nasceu em Turim em 21 de dezembro de 1668. De uma família nobre da Sabóia. Filho de Vitorio Amedeo Maillard, conde de Tournon, que foi governador de Nice, e de Cecilia Maria Truchi de Paglières. Seu primeiro nome também está listado como Carolus Thomas e como Carlo Tommaso.
Estudou na Universidade de Nice, Savoy, obtendo o mestrado em teologia em 28 de agosto de 1688; e doutorado em utroque iure, tanto em direito canônico quanto em direito civil, em 23 de janeiro de 1690.
Ordenado em 12 de junho de 1695. Auditor do Cardeal Baldassare Cenci. Camareiro privado e prefeito da Dottrina Cristiana , dezembro de 1700.
Eleito patriarca titular de Antioquia, em 5 de dezembro de 1701. Assistente no Trono Pontifício, em 8 de dezembro de 1701. Consagrado, em 21 de dezembro de 1701, basílica patriarcal do Vaticano, Roma, pelo Papa Clemente XI, auxiliado pelo Cardeal Nicola Acciaoli, bispo do Porto e Santa Rufina e pelo Cardeal Gasparo Carpegna. Nomeado visitante apostólico com faculdades de legado a laterepromover a fé católica na China e nos reinos das Índias Orientais por breve apostólico de 4 de julho de 1702. Partiu para o Extremo Oriente acompanhado de outros padres e missionários, em 9 de fevereiro de 1703. Durante a viagem, adoeceu gravemente no Ilhas Canárias. Eles desembarcaram em Pondicherry e Coromandel em novembro de 1703 e pregaram o Evangelho. Após uma viagem de dois anos e meio, chegou a Macau no dia 2 de Abril de 1705. No dia 4 de Dezembro do mesmo ano, chegou a Pequim, onde foi gentilmente recebido pelo Imperador K'ang-hi. Ele recebeu numerosos dons, bem como amplas faculdades para pregar o Evangelho. O imperador acreditava que os antigos ritos chineses deveriam ser preservados junto com o cristianismo. O legado discordou totalmente da crença imperial. Foi acusado pelo imperador, pelos mandarins e pelo povo chinês de ser um inovador,lesa maestá . Foi exilado, preso e entregue aos portugueses em Macau. Antes de ser encarcerado, o legado publicou os decretos apostólicos que lhe foram dados pelo papa. Quando o papa foi informado do zelo do seu legado, promoveu-o ao cardinalato
Criado cardeal sacerdote no consistório de 1º de agosto de 1707; com a bula apostólica de 5 de outubro de 1707, o papa enviou-lhe o barrete vermelho; ele nunca recebeu o chapéu vermelho e o título. Ao receber a notícia de sua promoção ao cardinalato, escreveu uma humilde carta de agradecimento ao pontífice indicando que se a promoção o fizesse abandonar a missão na China, ele a renunciaria imediatamente. O novo cardeal acrescentou na sua carta que morreria feliz nas Índias vestindo a púrpura cardinalícia, o que exigia serviços não medíocres ao ministério apostólico. Durante seu encarceramento foi maltratado e humilhado sofrendo com doenças e fome e até tendo que beber água salgada para acalmar a sede. Ele poderia ter escapado com a ajuda do Conde de Lizzaraga, governador das Filipinas, mas sentiu que era seu dever dar testemunho da sua missão cristã e permaneceu na prisão. Ele morreu pouco depois de saber que havia sido nomeado cardeal. Ele recebeu a última unção antes de morrer.
Morreu em ilha de Macau em 8 de Junho de 1710, em confinamento na ilha de Macau. Assim que o papa soube de sua morte, dirigiu-se aos cardeais no consistório e celebrou exéquias solenes em sua própria capela. O papa fez todos os esforços para garantir que os restos mortais do falecido cardeal fossem transferidos para Roma. Seus restos mortais foram transferidos para Roma por seu sucessor na legação chinesa, Carlo Ambrogio Mezzabarba, patriarca titular de Alexandria, e sepultados junto ao altar-mor da igreja do Collegio di Propaganda Fide, Roma , em 27 de setembro de 1723. Cônego Crescimbeni escreveu e publicou sua vida em 1711 em Roma, sob o selo de Francesco Gonzaga. As Memórias do cardeal foram publicadas em oito volumes em Veneza em 1771.